# Diennes-Aubigny
Diennes-Aubigny é uma comuna francesa na região administrativa de Borgonha-Franco-Condado, no departamento Nièvre. Estende-se por uma área de 42,67 km². Em 2010 a comuna tinha 94 habitantes (densidade: 2,2 hab./km²).